# دعاية إخبارية
الدعاية الإخبارية هي نوع من أنواع تعبئة الدعاوة السرية بوصفها أخبار ذات مصداقية، ولكن بدون شفافية كافية بشأن مصدر الخبر والدافع وراء صدوره. وشفافية المصدر الصحفي تمثل أحد العوامل الحاسمة للتمييز بين الدعاية الإخبارية والبيانات الصحفية الإخبارية التقليدية ومقاطع الفيديو الإخبارية.
وكما هو الحال مع أي دعاية، فربما تنتشر الدعاية الإخبارية لأسباب مختلفة للغاية بما في ذلك، عمليات الحوكمة، والدوافع السياسية أو الأيدولوجية، وأجندات الأحزاب السياسية، ولأسباب دينية أو إثنية، ومن أجل دوافع التجارة أو العمل التجاري؛ وليست أغراضها واضحة دائمًا. ومن الممكن أن تكون الدعاية الإخبارية مدفوعة أيضًا بأسباب تتعلق بالأمن القومي، لا سيما في أوقات الحروب أو الاضطرابات الداخلية.

## المملكة المتحدة

### الحكومة تنتج «الأخبار»
وزارة الخارجية البريطانية التي أنفقت 340 مليون جنيه إسترليني على الأنشطة الدعائية في المملكة المتحدة فقط في عام 2001 , كانت تقوم في السابق بتمويل خدمة أخبار القمر الصناعي البريطانية (British Satellite News) وهي خدمة تلفزيونية إخبارية مميزة ومجانية. وتوقف إنتاج خدمة أخبار القمر الصناعي البريطانية في سبتمبر 2009.
وزارة الخارجية البريطانية هي أيضًا الممول الرئيسي لخدمة بي بي سي العالمية، ولكن بوصفها جزءًا من هيئة بي بي سي فلديها الاستقلال التام في الإدارة والتحرير.

## الولايات المتحدة

### الحكومة تنتج «الأخبار»
في الولايات المتحدة ووفقًا للتقرير الصادر عن الصحفي ديفيد بارتسو الحائز على جائزة بوليتزر في جريدة نيويورك تايمز فقد تم توجيه النقد اللاذع إلى إدارة جورج دبليو بوش بسبب الاستخدام المفرط لأداة معدة مسبقًا تخص العلاقات العامة: والتي على استعداد لتقديم الأخبار التي توزعها الشركات الكبيرة بشكل منتظم على محطات التليفزيون من أجل بيع المنتجات أو الخدمات. وهو ما يشار إليه في التقرير بوصفه دعاية يتم توزيعه عادة من خلال استخدام مقاطع الفيديو الإخبارية (أو VNR).
افتتاحية صحيفة نيويورك تايمز (16 مارس 2005) تحت عنوان «والآن الأخبار المزيفة» تؤكد أنه على الأقل 20 وكالة أمريكية فيدرالية، مثل وزارة دفاع الولايات المتحدة ومكتب تعداد الولايات المتحدة، ينتجون ويوزعون مئات التقارير الإخبارية التليفزيونية منذ عام 2001 والتي تم بثها بوصفها منتجة من قبل وسائل الإعلام الإخبارية. ويفيد التقرير نفسه بأن هذه الممارسة تم استخدامها أيضًا من قبل إدارة بيل كلينتون. ويشرح تقرير آخر  تفاصيل استخدام هذه الممارسة من قبل وزارة الزراعة الأمريكية.

## اليونان
خلال الأزمة المالية في عام 2010 في اليونان لعب الإعلام بصورة واضحة دور الحامي للحكومة. وبشكل أساسي تم توجيه النقد إلى برنامج قناة ميجا من قبل العديد من وسائل الإعلام الأخرى وكذلك الأحزاب السياسية حيث لعبت القناة دورًا كجزء من الدعاية الحكومية لصالح صندوق النقد الدولي.

## وصلات خارجية